# Tamengos, Aguim e Óis do Bairro
Tamengos, Aguim e Óis do Bairro est une paroisse civile portugaise (en portugais : freguesia) de la municipalité d'Anadia dans le district d'Aveiro. Elle est créée en 2013, par fusion des paroisses de Tamengos, Aguim et Óis do Bairro.

## Histoire
La paroisse est créée par la loi no 11-A/2013 du 28 janvier 2013 portant réorganisation administrative du territoire des freguesias, en fusionnant les paroisses de Tamengos, Aguim et Óis do Bairro. Son nom officiel est União das Freguesias de Tamengos, Aguim e Óis do Bairro et son siège est fixé à Tamengos.

## Démographie
Lors du recensement de 2021, Tamengos, Aguim e Óis do Bairro compte 3 252 habitants.